# Мёленстен, Рене
Рене́ Мёленстен (нидерл. René Meulensteen; род. 25 марта 1964, Бёген, Северный Брабант) — нидерландский футбольный тренер. Обладатель тренерских лицензий УЕФА категории A и Королевской футбольной ассоциации Нидерландов категории TCI.

## Биография
В молодости Мелёнстен играл на позиции полузащитника за клубы низших дивизионов чемпионата Нидерландов, но уже в 29 лет завершил карьеру игрока.
Ещё будучи футболистом, он работал тренером молодёжного состава в клубе НЕК. Будучи большим поклонником тренерских методов Вила Курвера, 29-летний Рене поехал в Катар, где работал с Курвером и с молодёжной сборной Катара. Он входил в тренерский штаб сборной Катара для футболистов до 16 и до 17 лет. В 1999 году Мёленстен стал главным тренером катарского клуба «Аль-Этехад» (сейчас клуб называется «Аль-Гарафа»). В 1999 году, когда «Манчестер Юнайтед» выиграл Лигу чемпионов, Мёленстен выиграл её ближневосточный эквивалент, Кубок арабских наций. В 2000 году он стал главным тренером другого катарского клуба, «Аль-Садд», с которым выиграл Кубок эмира.
Мёленстен возражал против решений руководства «Аль-Садда» о приглашении ряда иностранных игроков и на фоне этого конфликта покинул клуб. Алекс Фергюсон, ранее уже проявлявший интерес к Мёленстену, и директор академии «Манчестер Юнайтед» Лес Кершоу пригласили голландского тренера в Англию. В 2001 году Мёленстен стал «тренером по развитию технических навыков» в «Манчестер Юнайтед», работая с молодыми игроками в возрасте от 9 лет до 21 года. В декабре 2005 года сэр Алекс Фергюсон повысил его в должности до главного тренера резервной команды «Манчестер Юнайтед», так как Рики Сбраджа покинул этот пост (Сбраджа стал тренером первой команды в «Болтон Уондерерс», где он работал с Сэмом Эллардайсом и Сэмми Ли). Мёленстен одновременно сохранил свой пост тренера «по развитию технических навыков».
В июне 2006 года он подписал трёхлетний контракт с датским клуб «Брондбю», в котором стал тренером первой команды. В этом же году он получил профессиональную тренерскую лицензию УЕФА. После полугода работы Мёленстена «Брондбю» занимал лишь 7-е место в чемпионате, отставая на 19 очков от лидирующего «Копенгагена». 5 января 2007 года из-за разногласий с руководством клуба Мёленстен покинул «Брондбю». После этого он вернулся в Манчестер.
18 января 2007 года Мёленстен вернулся в «Манчестер Юнайтед» на должность тренера по развитию технических навыков, в основном работая с первой командой. После переезда в июле 2008 года помощника главного тренера «Юнайтед» Карлуша Кейроша в Португалию на должность главного тренера национальной сборной, Мёленстен был назначен тренером первой команды, а Майк Филан стал ассистентом главного тренера. Оба официально вступили в новые должности 13 августа 2008 года. Летом 2013 года покинул клуб вслед за сэром Алексом Фергюсоном и Майком Филаном.
27 июня 2013 года стал помощником главного тренера махачкалинского «Анжи» — Гуса Хиддинка, подписав с российским клубом контракт на один год. Вскоре, после его отставки, 22 июля, был представлен в качестве нового главного тренера. 8 августа 2013 на этом посту его сменил Гаджи Гаджиев.
После отъезда из России Мелёнстен вернулся в Англию — сперва став старшим тренером в «Фулхэме» при Мартине Йоле, а после его увольнения занял его место. Но не проработал и двух месяцев в клубе, который так и не смог поднять со дна турнирной таблицы: под его началом «дачники» выиграли в трёх матчах, однако после победы над «Вест Хэмом» 1 января, они потерпели пять поражений в последующих шести матчах. Место Мёленстена занял Феликс Магат.
В августе 2016 года приглашён в Израиль и возглавил команду «Маккаби» (Хайфа) в качестве главного тренера.
Сын Мелле (род. 1999) — футболист.